# Ludwig Wilhelm von Baden (1865–1888)

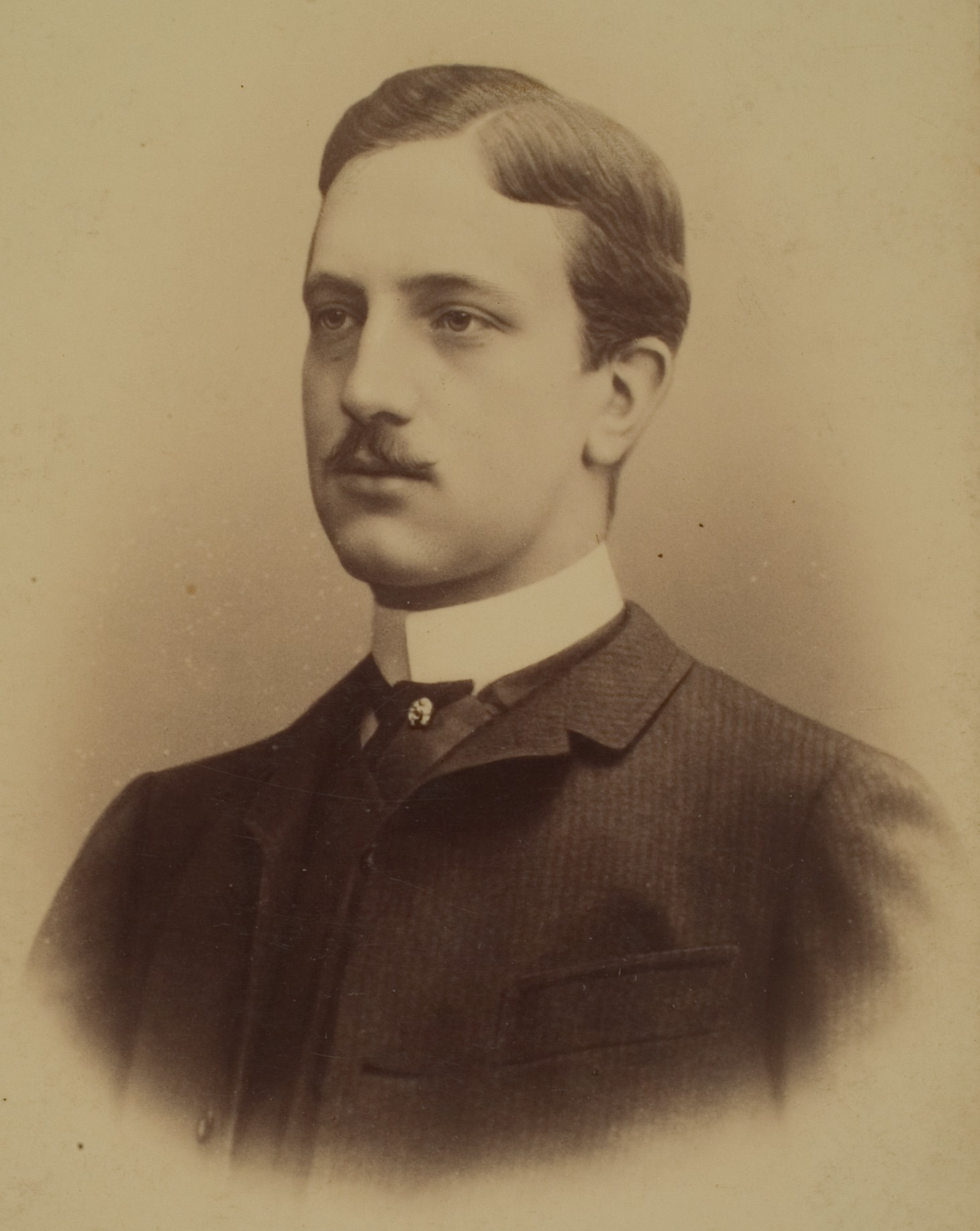
Ludwig Wilhelm von Baden

Ludwig Wilhelm, Prinz und Markgraf von Baden, Herzog von Zähringen (* 12. Juni 1865 in Baden-Baden; † 23. Februar 1888 in Freiburg im Breisgau; vollständiger Name: Ludwig Wilhelm Karl Friedrich Berthold) war der jüngere Sohn Großherzogs Friedrichs I. von Baden und der Großherzogin Luise (geborene Prinzessin von Preußen).

## Leben
Bis zu seinem frühen Tod war er Großherzoglicher Prinz, (Titular-)Markgraf von Baden und (Titular-)Herzog von Zähringen.
1883 legte er sein Abitur ab und trat als Leutnant à la suite in das 1. Badische Leib-Grenadier-Regiment Nr. 109 ein. Seinen Militärdienst absolvierte er jedoch beim 1. Garde-Ulanen-Regiment in Potsdam.
Er war Mitglied des Corps Suevia Heidelberg und des Corps Saxo-Borussia Heidelberg sowie der Verbindung Rupertia zu Heidelberg. Als Prinz des Großherzoglichen Hauses trat er im Sommer 1887 zum 3. außerordentlichen Landtag der Badischen Ständeversammlung in deren Erste Kammer ein.
Prinz Ludwig Wilhelm starb nach offiziellen Darstellungen an den Folgen einer Lungenentzündung. Es gibt auch Berichte, wonach er im Duell getötet wurde. Seine letzte Wohnstätte war das heutige Hotel Rheingold in Freiburg i. Br.
Bestattet ist er in der großherzoglichen Grabkapelle in Karlsruhe, die anlässlich seines frühen Todes von seinen Eltern in Auftrag gegeben wurde. Sein Grabmal wurde von Hermann Volz geschaffen. Ein Denkmal steht auf der Warterhöhe bei Altensteig.

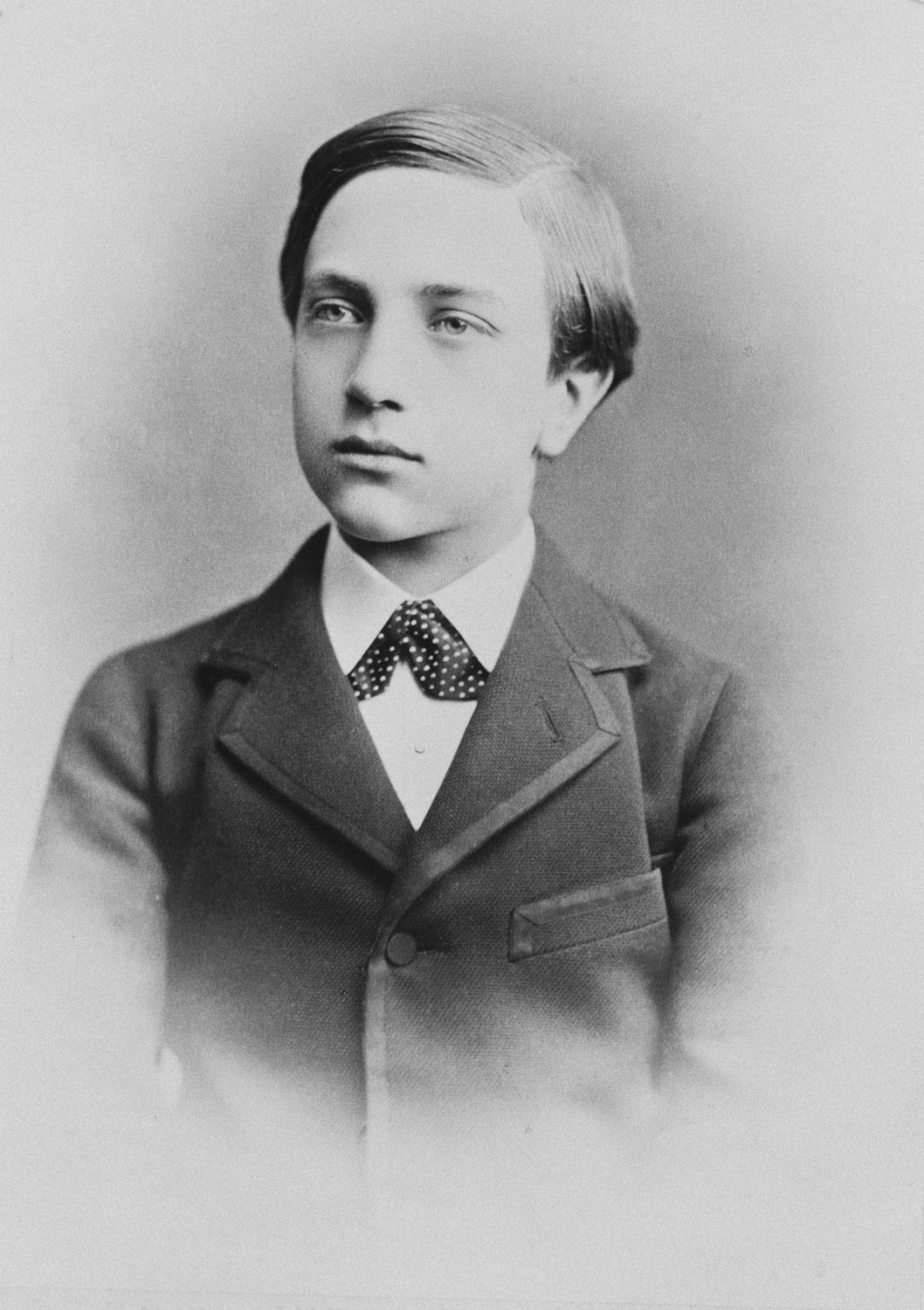
Ludwig Wilhelm im Jahr 1878
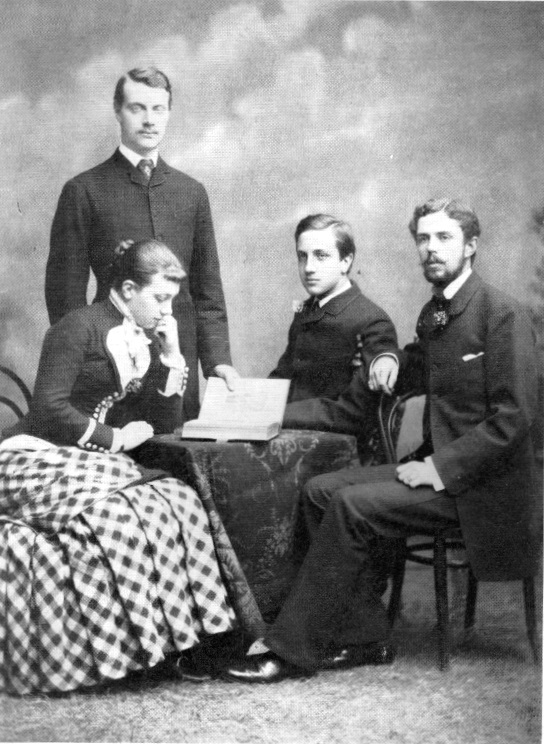
Ludwig Wilhelm (2. von rechts) mit seiner Schwester Viktoria, seinem Bruder Friedrich und seinem Schwager, dem späteren König Gustav V. von Schweden (Foto, 1882)
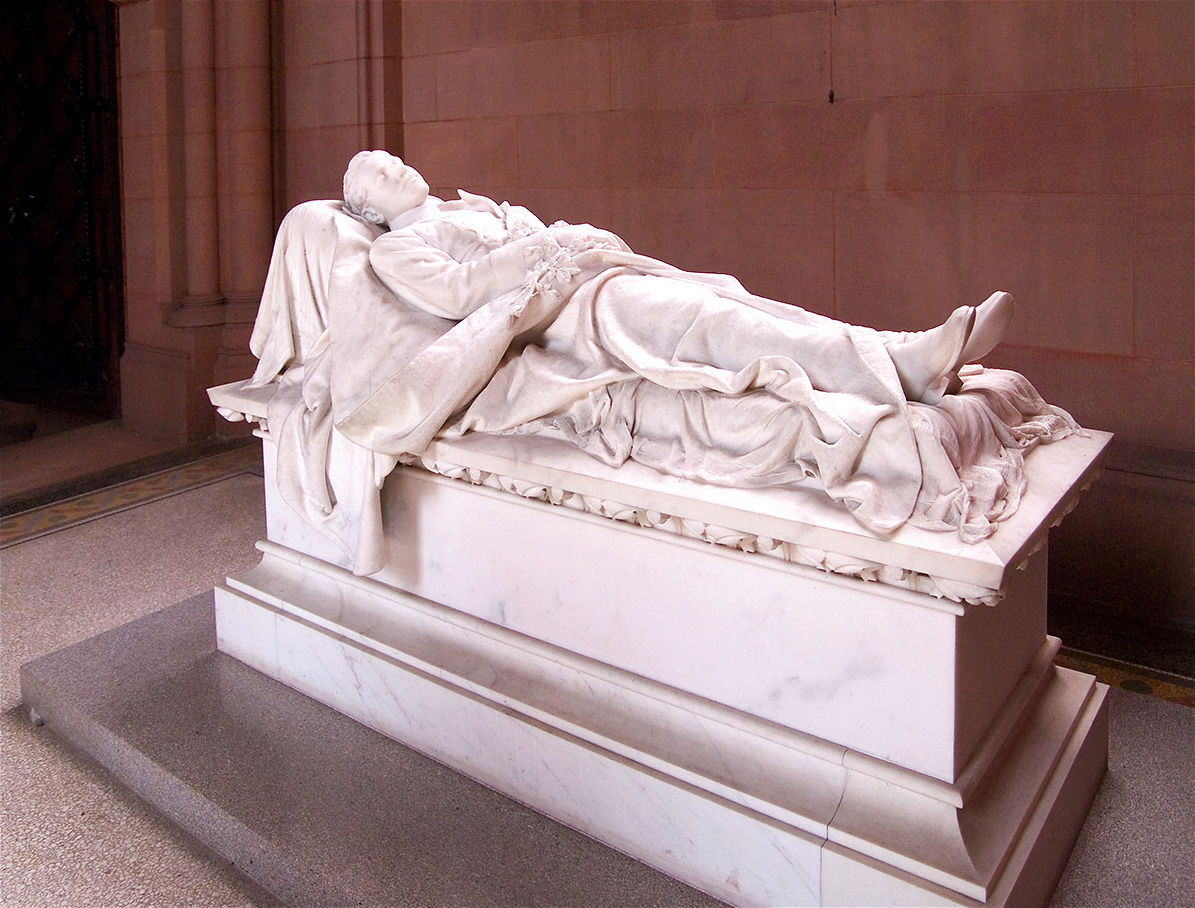
Grabmal von Hermann Volz
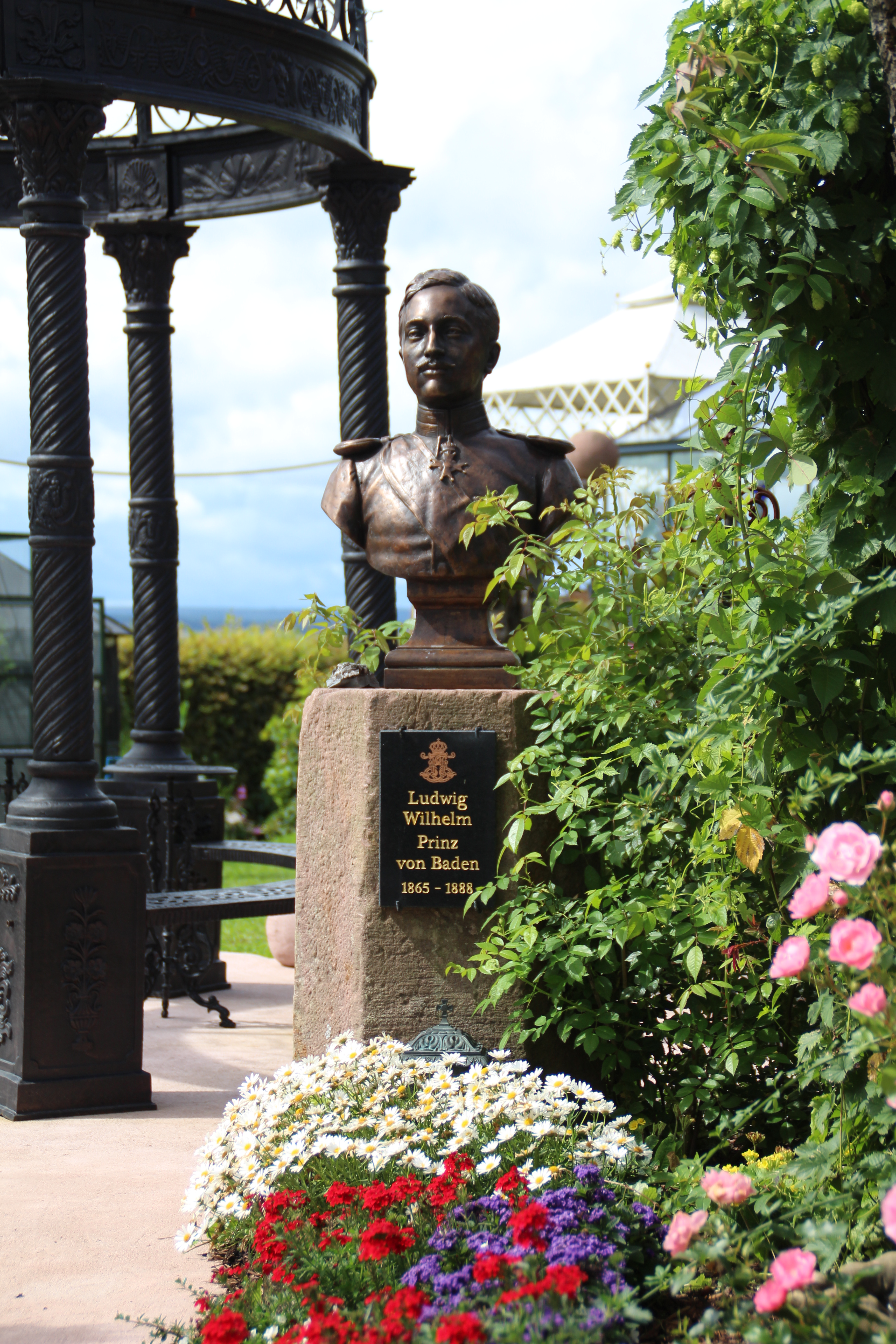
Denkmal auf der Warterhöhe bei Altensteig

## Vorfahren
| Ahnentafel Prinz Ludwig Wilhelm von Baden  | Ahnentafel Prinz Ludwig Wilhelm von Baden                                                                            | Ahnentafel Prinz Ludwig Wilhelm von Baden                                                                                      | Ahnentafel Prinz Ludwig Wilhelm von Baden                                                          | Ahnentafel Prinz Ludwig Wilhelm von Baden                                                          | Ahnentafel Prinz Ludwig Wilhelm von Baden                                                                                  | Ahnentafel Prinz Ludwig Wilhelm von Baden                                                              | Ahnentafel Prinz Ludwig Wilhelm von Baden                                                                                | Ahnentafel Prinz Ludwig Wilhelm von Baden                                                                                |
| ------------------------------------------ | --- | --- | -------------------------------------------------------------------------------------------------- | -------------------------------------------------------------------------------------------------- | --- | --- | --- | --- |
| Ururgroßeltern                             | Erbprinzen Friedrich von Baden-Durlach (1703–1732) ⚭ 1727 Anna Charlotte Amalie von Nassau-Dietz-Oranien (1710–1777) | Freiherr Ludwig Heinrich Philipp Geyer von Geyersberg (1727–1780) ⚭ 1756 Gräfin Maximiliane Christiane von Sponeck (1730–1804) | König Gustav III. von Schweden (1746–1792) ⚭ 1766 Sophie von Dänemark (1746–1813)                  | Karl Ludwig von Baden (1755–1801) ⚭ 1774 Amalie von Hessen-Darmstadt (1754–1832)                   | Großherzog Karl II. von Mecklenburg-Strelitz (1741–1816) ⚭ 1768 Friederike Caroline Luise von Hessen-Darmstadt (1752–1782) | König Friedrich Wilhelm II. von Preußen (1744–1797) ⚭ 1769 Friederike von Hessen-Darmstadt (1751–1805) | Großherzog Carl August von Sachsen-Weimar-Eisenach (1757–1828) ⚭ 1775 Luise von Hessen-Darmstadt (1757–1830)             | Zar Paul I. von Rußland (1754–1801) ⚭ 1776 Sophie Dorothee von Württemberg (1759–1828)                                   |
| Urgroßeltern                               | Großherzog Karl Friedrich von Baden (1728–1811) ⚭ 1787 Luise Karoline von Hochberg (1768–1820)                       | Großherzog Karl Friedrich von Baden (1728–1811) ⚭ 1787 Luise Karoline von Hochberg (1768–1820)                                 | König Gustav IV. Adolf von Schweden (1778–1837) ⚭ 1797 Frederike Dorothea von Baden (1781–1826)    | König Gustav IV. Adolf von Schweden (1778–1837) ⚭ 1797 Frederike Dorothea von Baden (1781–1826)    | König Friedrich Wilhelm III. von Preußen (1770–1840) ⚭ 1793 Luise von Mecklenburg-Strelitz (1776–1810)                     | König Friedrich Wilhelm III. von Preußen (1770–1840) ⚭ 1793 Luise von Mecklenburg-Strelitz (1776–1810) | Großherzog Karl Friedrich von Sachsen-Weimar-Eisenach (1783–1853) ⚭ 1804 Großfürstin Maria Pawlowna Romanowa (1786–1859) | Großherzog Karl Friedrich von Sachsen-Weimar-Eisenach (1783–1853) ⚭ 1804 Großfürstin Maria Pawlowna Romanowa (1786–1859) |
| Großeltern                                 | Großherzog Leopold von Baden (1790–1852) ⚭ 1819 Sophie Wilhelmine von Holstein-Gottorp (1801–1865)                   | Großherzog Leopold von Baden (1790–1852) ⚭ 1819 Sophie Wilhelmine von Holstein-Gottorp (1801–1865)                             | Großherzog Leopold von Baden (1790–1852) ⚭ 1819 Sophie Wilhelmine von Holstein-Gottorp (1801–1865) | Großherzog Leopold von Baden (1790–1852) ⚭ 1819 Sophie Wilhelmine von Holstein-Gottorp (1801–1865) | Kaiser Wilhelm I. (1797–1888) ⚭ 1829 Augusta von Sachsen-Weimar-Eisenach (1811–1890)                                       | Kaiser Wilhelm I. (1797–1888) ⚭ 1829 Augusta von Sachsen-Weimar-Eisenach (1811–1890)                   | Kaiser Wilhelm I. (1797–1888) ⚭ 1829 Augusta von Sachsen-Weimar-Eisenach (1811–1890)                                     | Kaiser Wilhelm I. (1797–1888) ⚭ 1829 Augusta von Sachsen-Weimar-Eisenach (1811–1890)                                     |
| Eltern                                     | Großherzog Friedrich I. von Baden (1826–1907) ⚭ 1856 Luise von Preußen (1838–1923)                                   | Großherzog Friedrich I. von Baden (1826–1907) ⚭ 1856 Luise von Preußen (1838–1923)                                             | Großherzog Friedrich I. von Baden (1826–1907) ⚭ 1856 Luise von Preußen (1838–1923)                 | Großherzog Friedrich I. von Baden (1826–1907) ⚭ 1856 Luise von Preußen (1838–1923)                 | Großherzog Friedrich I. von Baden (1826–1907) ⚭ 1856 Luise von Preußen (1838–1923)                                         | Großherzog Friedrich I. von Baden (1826–1907) ⚭ 1856 Luise von Preußen (1838–1923)                     | Großherzog Friedrich I. von Baden (1826–1907) ⚭ 1856 Luise von Preußen (1838–1923)                                       | Großherzog Friedrich I. von Baden (1826–1907) ⚭ 1856 Luise von Preußen (1838–1923)                                       |
| Prinz Ludwig Wilhelm von Baden (1865–1888) | | | | | | | | |